# Minorités en Turquie

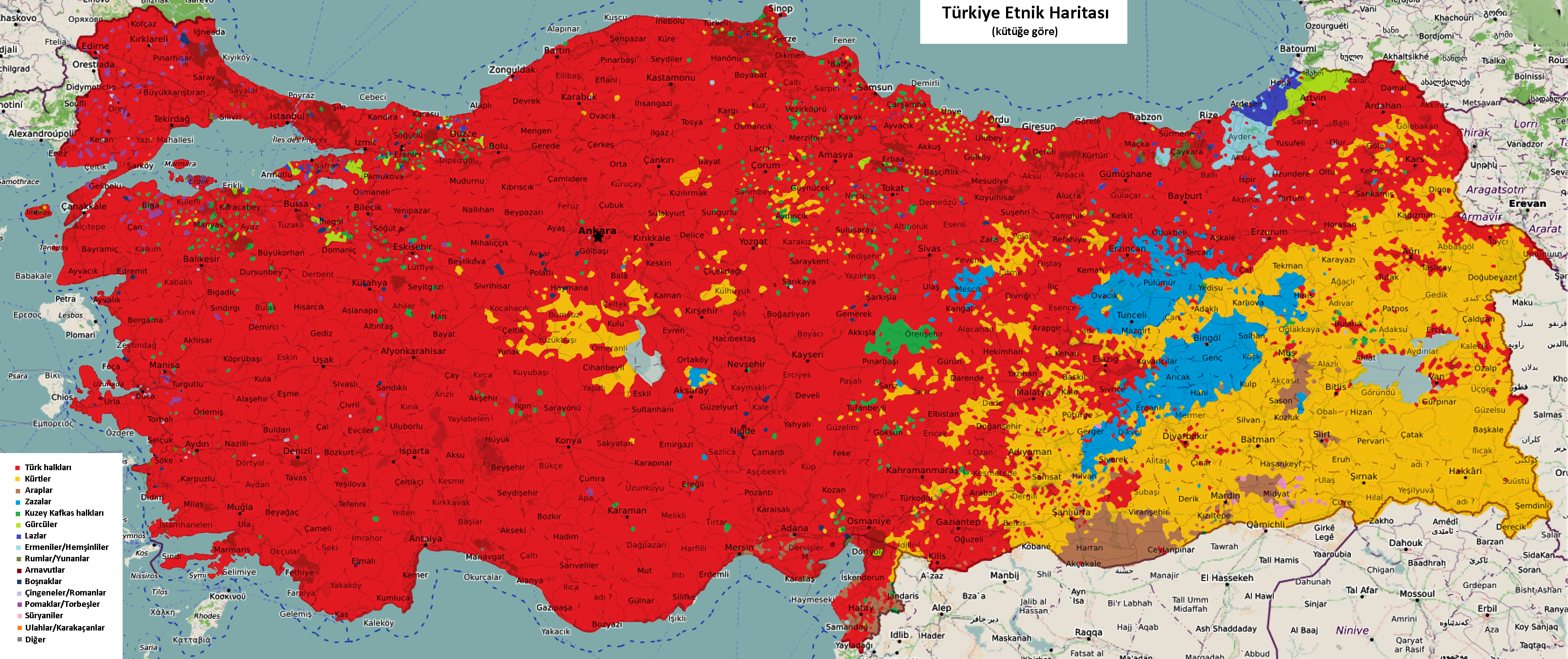
Les groupes ethniques de Turquie.

En Turquie, les minorités constituent une partie substantielle de la population du pays, représentant, selon les estimations, 26% à 31% de la population.
Dans l'Empire ottoman, l'Islam était la religion officielle et dominante, les musulmans ayant des devoirs différents de ceux des non-musulmans. Les groupes ethno-religieux non-musulmans (dhimmi étaient légalement identifiés par différents millets (« nations »).
À la suite de la Première Guerre mondiale (Traité de Sèvres) et de la dissolution de l'Empire ottoman (Traité de Lausanne), la République de Turquie nouvellement fondée poursuivit les réformes entamées par le mouvement moderniste et nationaliste des Jeunes-Turcs en se constituant en un État-nation moderne, turc et musulman. En effet, malgré l'établissement d'un régime laïc et sécularisé, la religion musulmane restait l'élément fondamental de l'appartenance à la Nation turque. Ainsi, le terme « Turc » désigna dès le départ et sans exception tous les musulmans de Turquie, quelle que soit leur origine ethnique ou leur langue, notamment les Alévis, les Arabes, les Kurdes (qui constituent de loin la minorité la plus importante), les Lazes et les Turcs, mais aussi les très nombreux muhajirs (« exilés ») issus des Balkans, du Caucase et de Crimée (Albanais, Bosniaques, Crétois, Grecs, Mégléno-roumains, Pomaks, Slaves musulmans, Tatars de Crimée, Tcherkesses, Tchétchènes, etc.). 
Si la majorité des populations musulmanes se sont rapidement et volontairement assimilées et fondues au sein de la Nation turque (processus renforcé par la turquification et les politiques nationalistes turques souvent agressives), ces populations conservent, néanmoins, une conscience et une cohésion propres. Il n'y a donc aucune minorité nationale à prépondérance musulmane reconnue par le gouvernement turc ( « Ce sont des Turcs ! » ). Cependant, malgré l'absence de reconnaissance officielle, la télévision et la radio TRT gérées par l'État diffusent des programmes en langue minoritaire et les écoles élémentaires proposent des cours en langue minoritaire.
Parallèlement, les minorités non-musulmanes, elles, sont toujours et encore regroupées comme des « non-Turcs ». En effet, par la signature du Traité de Lausanne de 1923, la Turquie reconnut officiellement trois minorités « ethno-religieuses » (poursuivant dans une certaine mesure le système ottoman des millets)  : les Arméniens (incluant les membres de l'Eglise apostolique arménienne), les Grecs (incluant les chrétiens orthodoxes) et les Juifs. Bien que n'étant pas officiellement reconnus, les différents groupes appartenant aux différentes Eglises chrétiennes orientales (Assyriens, Chaldéens, Maronites, Syriaques, Uniates, etc.) disposèrent d'un statut analogue.
Dans la Turquie moderne, les données sur la composition ethnique du pays n'étant officiellement plus collectées depuis 1965, on ne peut faire que des estimations du nombre de membres parmi les minorités ethniques (voir ci-après).

## Tables
| Statistiques officielles ottomanes, 1910    | Statistiques officielles ottomanes, 1910 | Statistiques officielles ottomanes, 1910 | Statistiques officielles ottomanes, 1910 | Statistiques officielles ottomanes, 1910 | Statistiques officielles ottomanes, 1910 | Statistiques officielles ottomanes, 1910 |
| Sandjak                                     | Turcs                                    | Grecs                                    | Arméniens                                | Juifs                                    | Autres                                   | Total                                    |
| ------------------------------------------- | ---------------------------------------- | ---------------------------------------- | ---------------------------------------- | ---------------------------------------- | ---------------------------------------- | ---------------------------------------- |
| Istanbul (rivage asiatique)                 | 135 681                                  | 70 906                                   | 30 465                                   | 5 120                                    | 16 812                                   | 258 984                                  |
| zmit                                        | 184 960                                  | 78 564                                   | 50 935                                   | 2 180                                    | 1 435                                    | 318 074                                  |
| Aydin (Izmir)                               | 974 225                                  | 629 002                                  | 17 247                                   | 24 361                                   | 58 076                                   | 1 702 911                                |
| Bourse                                      | 1 346 387                                | 274 530                                  | 87 932                                   | 2 788                                    | 6 125                                    | 1 717 762                                |
| Konya                                       | 1 143 335                                | 85 320                                   | 9 426                                    | 720                                      | 15 356                                   | 1 254 157                                |
| Ankara                                      | 991 666                                  | 54 280                                   | 101 388                                  | 901                                      | 12 329                                   | 1 160 564                                |
| Trabzon                                     | 1 047 889                                | 351 104                                  | 45 094                                   | -                                        | -                                        | 1 444 087                                |
| Sivas                                       | 933 572                                  | 98 270                                   | 165 741                                  | -                                        | -                                        | 1 197 583                                |
| Kastamonu                                   | 1 086 420                                | 18 160                                   | 3 061                                    | -                                        | 1 980                                    | 1 109 621                                |
| Adana                                       | 212 454                                  | 88 010                                   | 81 250                                   | –                                        | 107 240                                  | 488 954                                  |
| Canakkale                                   | 136 000                                  | 29 000                                   | 2 000                                    | 3 300                                    | 98                                       | 170 398                                  |
| Total                                       | 8.192.589                                | 1 777 146                                | 594 539                                  | 39 370                                   | 219 451                                  | 10 823 095                               |
| Pourcentage                                 | 75,7%                                    | 16,42%                                   | 5.50%                                    | 0,36%                                    | 2,03 %                                   |                                          |
| Statistiques du Patriarcat œcuménique, 1912 |                                          |                                          |                                          |                                          |                                          |                                          |
| Total                                       | 7 048 662                                | 1 788 582                                | 608 707                                  | 37 523                                   | 218 102                                  | 9 695 506                                |
| Pourcentage                                 | 72,7%                                    | 18,45%                                   | 6,28 %                                   | 0,39%                                    | 2,25 %                                   |                                          |

| Statistiques officielles ottomanes, 1910    | Statistiques officielles ottomanes, 1910 | Statistiques officielles ottomanes, 1910 | Statistiques officielles ottomanes, 1910 | Statistiques officielles ottomanes, 1910 | Statistiques officielles ottomanes, 1910 | Statistiques officielles ottomanes, 1910 |
| Sandjak                                     | Turcs                                    | Grecs                                    | Bulgares                                 | Autres                                   | total                                    |                                          |
| ------------------------------------------- | ---------------------------------------- | ---------------------------------------- | ---------------------------------------- | ---------------------------------------- | ---------------------------------------- | ---------------------------------------- |
| Édirne                                      | 128 000                                  | 113 500                                  | 31 500                                   | 14.700                                   | 287 700                                  |                                          |
| Kirk Kilisse                                | 53 000                                   | 77 000                                   | 28 500                                   | 1 150                                    | 159 650                                  |                                          |
| Tekirdağ                                    | 63 500                                   | 56 000                                   | 3 000                                    | 21 800                                   | 144 300                                  |                                          |
| Gallipoli                                   | 31 500                                   | 70 500                                   | 2 000                                    | 3 200                                    | 107 200                                  |                                          |
| Çatalca                                     | 18 000                                   | 48 500                                   | –                                        | 2 340                                    | 68 840                                   |                                          |
| Istanbul                                    | 450 000                                  | 260 000                                  | 6 000                                    | 130 000                                  | 846 000                                  |                                          |
| Total                                       | 744 000                                  | 625 500                                  | 71 000                                   | 173 190                                  | 1 613 690                                |                                          |
| Pourcentage                                 | 46,11%                                   | 38,76%                                   | 4,40%                                    | 10,74 %                                  |                                          |                                          |
| Statistiques du Patriarcat œcuménique, 1912 |                                          |                                          |                                          |                                          |                                          |                                          |
| Total                                       | 604 500                                  | 655 600                                  | 71 800                                   | 337 600                                  | 1 669 500                                |                                          |
| Pourcentage                                 | 36,20%                                   | 39,27%                                   | 4.30%                                    | 20,22%                                   |                                          |                                          |

| An                           | 1914   | 1927   | 1945   | 1965   | 1990   | 2005   |
| ---------------------------- | ------ | ------ | ------ | ------ | ------ | ------ |
| Musulmans                    | 12 941 | 13 290 | 18 511 | 31 139 | 56 860 | 71 997 |
| Grecs                        | 1 549  | 110    | 104    | 76     | 8      | 3      |
| Arméniens                    | 1 204  | 77     | 60     | 64     | 67     | 50     |
| Juifs                        | 128    | 82     | 77     | 38     | 29     | 27     |
| Autres                       | 176    | 71     | 38     | 74     | 50     | 45     |
| Total                        | 15 997 | 13.630 | 18 790 | 31 391 | 57 005 | 72 120 |
| Pourcentage de non-musulmans | 19.1   | 2.5    | 1.5    | 0,8    | 0,3    | 0,2    |

## Minorités ethniques

### Abdal
Ce sont des groupes de nomades et de semi-nomades itinérants que l'on trouve surtout en Anatolie centrale et occidentale. Ils parlent un argot qui leur est propre et sont alévis.

### Afghans
Les Afghans constituent l'un des plus importants groupes de migrants illégaux en Turquie. Entre 2003 et 2007, le nombre d'Afghans recensés a été important, les statistiques ayant presque doublé au cours de la dernière année. La plupart avaient fui la guerre en Afghanistan. En 2005, les réfugiés afghans étaient au nombre de 300 et représentaient une proportion non négligeable des migrants enregistrés en Turquie. Ils sont répartis pour la plupart d'entre eux sur des villes satellites comme Van et Ağrı. Au cours des années suivantes, le nombre d'Afghans entrant en Turquie a considérablement augmenté, juste derrière les migrants d'Irak, en 2009, il y avait 16 000 personnes désignées dans la catégorie Irak-Afghanistan. Malgré une réduction spectaculaire de 50% d'ici 2010, des rapports ont confirmé que des centaines de personnes vivaient et travaillaient en Turquie. En janvier 2010, les Afghans représentaient un sixième des 26 000 réfugiés et demandeurs d'asile restants. D'ici la fin 2011, leur nombre devrait atteindre 10 000, ce qui en fait la population la plus nombreuse surpassant les autres groupes.

### Africains
Commençant il y a plusieurs siècles, un certain nombre d'Africains, généralement via Zanzibar comme Zanj et d'endroits tels que le Niger, la Libye, le Kenya et le Soudan, sont venus dans l'Empire ottoman colonisé par les vallées de Dalaman, Menderes et Gediz, Manavgat, et Çukurova. Les quartiers africains d'Izmir au XIXe siècle, dont Sabırtaşı, Dolapkuyu, Tamaşalık, İkiçeşmelik et Ballıkuyu, sont mentionnés dans les archives contemporaines. En raison de la traite des esclaves dans l'Empire ottoman qui avait prospéré dans les Balkans, la ville côtière d'Ulcinj au Monténégro avait sa propre communauté noire. En raison de la traite des esclaves et de l'activité corsaire, on raconte comment jusqu'en 1878, 100 personnes noires vivaient à Ulcinj. L'armée ottomane a également déployé environ 30 000 soldats et cavaliers d'Afrique noire à son expédition en Hongrie pendant la guerre austro-turque de 1716-1718.

### Albanais
Un rapport de 2008 du Conseil de sécurité nationale turc (MGK) a estimé qu'environ 1,3 million de personnes d'ascendance albanaise vivent en Turquie. 500 000 d'entre eux reconnaissent leur ascendance, leur langue et leur culture. Il existe cependant d'autres estimations qui placent le nombre de personnes en Turquie d'ascendance albanaise et / ou d'origine albanaise à 5 millions.
Cependant, ces présomptions du gouvernement turc sont contestées par de nombreux universitaires qui prétendent qu'elles sont sans aucun fondement. 

### Arabes
Il y a environ 2 millions d'Arabes en Turquie. Ils vivent pour la majorité d'entre eux dans les provinces proches de la frontière syrienne, dans la région de Hatay, où ils représentaient les deux cinquièmes de la population en 1936.
Cependant, avec les réfugiés syriens récents, ils représentent 5,3 %[réf. nécessaire] de la population. La plupart d'entre eux sont des musulmans sunnites[réf. nécessaire]. Mais il y a un petit groupe d'Alaouites ainsi que de chrétiens arabes (principalement dans la province de Hatay) affiliés avec l'Église orthodoxe d'Antioche[réf. nécessaire].
La Turquie a connu une immigration importante d'Irakiens entre les années 1988 et 1991 en raison à la fois de la guerre Iran-Irak et de la première guerre du Golfe avec environ 50 000 à 460 000 Irakiens entrant dans le pays.
En Turquie, les Syriens sont des migrants de Syrie ainsi que leurs descendants. Le nombre de Syriens en Turquie est estimé à plus de 3,58 millions en avril 2018 et se compose principalement de réfugiés de la guerre civile syrienne.

### Arméniens
Les Arméniens sont originaires des hauts plateaux arméniens situés sur la moitié orientale de la Turquie moderne et sur la République d'Arménie, au sud de la Géorgie, à l'ouest de l'Azerbaïdjan et au nord-ouest de l'Iran. En 1880 il a été interdit d'utiliser le mot Arménie dans la presse, les manuels scolaires et les établissements gouvernementaux en Turquie. Il a été remplacé par des mots comme l'est de l'Anatolie ou le nord du Kurdistan, les Arméniens avaient malgré tout conservé une grande partie de leur culture et de leur héritage,,,,. La population arménienne de Turquie a été considérablement réduite à la suite des massacres hamidiens et surtout du génocide arménien, lorsque plus d'un million et demi d'Arméniens, la quasi-totalité de la population arménienne d'Anatolie, ont été massacrés. Avant le génocide de 1914, la population arménienne de Turquie s'élevait à environ 1 914 620,. La communauté arménienne de l'Empire ottoman avant le génocide arménien comptait environ 2 300 églises et 700 écoles (avec 82 000 étudiants). Ces chiffres ne comptent pas les églises et écoles appartenant aux paroisses arméniennes protestantes et catholiques puisque seules celles relevant de la juridiction du Patriarcat arménien d'Istanbul et de l'Église apostolique ont été comptées. Cependant, après le génocide arménien, on estime que 200 000 Arméniens sont restés en Turquie. Aujourd'hui, il y a environ 40 000 à 70 000 Arméniens en Turquie, sans compter les Hamchenis,.
Les Arméniens sous l'ère républicaine turque ont du subir des politiques qui tentaient d'abolir le patrimoine culturel arménien telles que la turquification des noms de famille, l'islamisation, les changements de noms géographiques, la confiscation de propriétés, le changement de noms d'animaux, le changement de noms des arméniens. Les personnages historiques (comme le nom de l'éminente famille Balyan a été dissimulé sous l'identité d'une famille italienne superficielle appelée Baliani), et la modification et la déformation des événements historiques arméniens.
Les Arméniens d'aujourd'hui sont principalement concentrés autour d'Istanbul. Les Arméniens soutiennent leurs propres journaux et écoles. La majorité appartient à la foi apostolique arménienne, avec un nombre beaucoup plus restreint de catholiques arméniens et d'évangéliques arméniens. La communauté compte actuellement 18 écoles et 2 hôpitaux.

### Assyriens
Les Assyriens étaient autrefois une importante minorité ethnique dans l'Empire ottoman, mais à la suite du génocide assyrien du début du XXe siècle, beaucoup ont été assassinés, déportés ou ont fini par émigrer. Ceux qui restent vivent en petit nombre dans la région de Tur Abdin au Sud-Est (bien qu'en plus grand nombre que d'autres groupes décimés lors des génocides arméniens ou grecs) et à Istanbul. Ils sont environ 30 000 et font partie de l'Église syriaque orthodoxe, de l'Église catholique chaldéenne et de l'Église d'Orient.

### Australiens
Il y a près de 12 000 Australiens en Turquie. Une écrasante majorité d'entre eux se trouve dans la capitale Ankara (environ 10 000) tandis que les autres se trouvent à Istanbul. Les expatriés australiens en Turquie forment l'un des plus grands groupes australiens d'outre-mer en Europe et en Asie. La grande majorité des ressortissants australiens en Turquie sont des Australiens turcs.

### Azerbaïdjanais
Il est difficile de déterminer combien d'Azéris de souche résident actuellement en Turquie, car l'ethnicité est un concept plutôt fluide dans ce pays. Jusqu'à 300 000 Azéris résidant en Turquie sont citoyens azerbaïdjanais. Dans la région de l'Anatolie orientale, les Azéris sont parfois appelés acem (voir Ajam) ou tat. Ils sont actuellement le plus grand groupe ethnique de la ville d'Iğdır et le deuxième plus grand groupe ethnique de Kars.

### Bosniens
Aujourd'hui, on trouve des Bosniaques dans tout le pays. Dans des villes comme Istanbul, Eskişehir, Ankara, Izmir ou Adana, on peut facilement trouver des quartiers, des rues, des magasins ou des restaurants avec des noms tels que Bosna, Yenibosna, Mostar ou Novi Pazar. Cependant, il est extrêmement difficile d'estimer combien de Bosniaques vivent dans ce pays. Certains chercheurs bosniaques pensent que le nombre de Bosniaques en Turquie est d'environ deux millions.

### Britanniques
Il y a au moins 34 000 Britanniques en Turquie. Ce sont surtout des citoyens britanniques mariés à des époux turcs, des Turcs britanniques qui sont revenus dans le pays, d'étudiants et de familles d'expatriés de longue date employés principalement dans l'industrie des cols blancs.

### Bulgares
Les personnes s'identifiant comme Bulgares comprennent un grand nombre de Pomaks et un petit nombre de Bulgares orthodoxes,,,,. Selon Ethnologue, à l'heure actuelle, 300 000 Pomaks en Turquie européenne parlent le bulgare comme langue maternelle. Les Pomaks ont souvent été dissimilés linguistiquement et culturellement, il est donc très difficile d'estimer leur nombre car ils se sont fondus dans la société turque et . Selon les rapports de Milliyet et du Turkish Daily News, le nombre de Pomaks ainsi que les Pomaks turcifiés dans le pays est d'environ 600 000,. Selon le ministère bulgare des Affaires étrangères, la communauté chrétienne orthodoxe bulgare en Turquie compte 500 membres.

### Peuples d'Asie centrale
La Turquie a recueilli 3 800 réfugiés parmi les Kazakhs, les Turkmènes, les Kirghiz et les Ouzbeks basés au Pakistan, originaires d'Afghanistan pendant la guerre soviéto-afghane. Les villes de Kayseri, Van, Amasra, Cicekdag, Gaziantep, Tokat, Urfa et Serinvol ont rassemblé via Adana, 3 800 réfugiés kazakhs, turkmènes, kirghizes et ouzbeks basés au Pakistan  avec l'aide du HCR.

### Kazakhs
30 000 Kazakhs environ vivent à Zeytinburnu-Istanbul. Il est reconnu qu'il y a des Kazakhs dans d'autres parties de la Turquie, comme à Manisa et Konya. En 1954 et 1969, les Kazakhs ont migré vers les régions de Salihli, Develi et Altay en Anatolie. La Turquie est devenue le foyer de réfugiés kazakhs. La Fondation des Turcs kazakhs (Kazak Türkleri Vakfı) est une organisation de Kazakhs en Turquie. Les Kazakhs de Turquie sont venus via le Pakistan et l'Afghanistan. Kazak Kültür Derneği (Association de la culture kazakhe) est une organisation de la diaspora kazakhe en Turquie.

### Kirghize
La région du lac de Van en Turquie abrite des réfugiés kirghizes d'Afghanistan. La Turquie est devenue une destination pour les réfugiés kirghizes en raison de la guerre soviéto-afghane de la région afghane de Wakhan, 500 y sont restés et ne sont pas allés en Turquie avec les autres. La Société d'amitié et de culture du Kirghizistan (Кыргызстан Достук жана Маданият Коому) (Kırgızistan Kültür ve Dostluk Derneği Resmi Sitesi) est une organisation de la diaspora kirghize en Turquie.
Après l'invasion soviétique de l'Afghanistan à la fin de 1979, ils ont été transportés par avion en 1982 depuis le Pakistan où ils s'étaient réfugiés. Leur foyer d'origine se trouvait à l'extrémité orientale du corridor de Wakhan, dans le Pamir, à la frontière de la Chine. On ne sait pas combien de Kirghizes vivent encore à Van et combien se sont déplacés vers d'autres régions de Turquie.

### Mégléno-roumains
Environ 5 000 mégléno-roumains vivent en Turquie.

### Ouzbeks
45 000 Ouzbeks vivent en Turquie. Dans les années 1800, le nord Bogrudelik de Konya a été colonisé par les Tatar Bukharlyks. En 1981, les réfugiés afghans du Turkestan au Paskistan ont émigré en Turquie pour rejoindre les communautés existantes basées à Kayseri, Izmir, Ankara et Zeytinburnu. Les Ouzbeks basés en Turquie ont établi des liens avec les Ouzbeks basés en Arabie saoudite.

### Ouïghours
La Turquie abrite 50 000 Ouïghours. Une communauté d'Ouïghours vit en Turquie,. Kayseri a reçu près de 360 Ouïghours via le HCR en 1966-1967 en provenance du Pakistan. La diaspora ouïghoure basée en Turquie comptait un certain nombre de membres de sa famille parmi les Ouïghours basés en Arabie saoudite, en Afghanistan, en Inde et au Pakistan, qui sont restés sur place tandis que le HCR et le gouvernement turc faisaient que Kayseri reçoive 75 Ouïghours en 1967 et 230 en 1965 et un certain nombre en 1964 sous Alptekin et Bughra. « Nous ne nous appelons jamais les uns les autres «Ouïghours », mais uniquement « Turkestanais de l'Est », « Kashgarlik », « Turpanli » ou même « Turcs ». Selon certains Ouïghours nés en Turquie,. »
Une communauté d'Ouïghours vit à Istanbul. Les mosquées Tuzla et Zeytinburnu sont utilisées par les Ouïghours à Istanbul,. La piété est une caractéristique des Ouïghours vivant en Turquie,.
Des communautés ouïghoures habitent les quartiers d'Istanbul de Küçükçekmece, Sefaköy et Zeytinburnu. L'Association pour l'éducation et la solidarité du Turkestan oriental est située en Turquie. Abdurahmon Abdulahad de l'East Turkistan Education Association a soutenu les islamistes ouzbeks qui ont protesté contre la Russie et le gouvernement d'Islam Karimov en Ouzbékistan. Les Ouïghours sont employés dans les restaurants de la région de Küçükçekmece et du district d'Istanbul, Zeytinburnu,. L'Association d'immigration du Turkestan oriental, l'Association de culture et de solidarité et l'Association d'éducation et de solidarité du Turkestan oriental sont des organisations de la diaspora ouïghoure en Turquie.

### Tcherkesses
Il y a environ 2,5 millions de Tcherkesses en Turquie selon Milliyet. Les rapports de l'UE indiquent qu'il y a environ trois à cinq millions de Tcherkesses en Turquie. Parmi eux, les groupes ethniques étroitement liés Abazins (10 000) et Abkhazes (39 000) sont également souvent comptés. Les Tcherkesses sont un peuple ayant fui le Caucase et le nettoyage ethnique des Russes, et bien que les Tcherkesses en Turquie aient été contraints de délaisser leur langue et de s'assimiler au turc, une petite minorité parle toujours leurs langues circassiennes natives. Elles sont encore parlées dans de nombreux villages tcherkesses, et le groupe qui a le mieux préservé leur dialecte sont les Kabardes. Avec la montée du nationalisme tckerkesse au XXIe siècle, les Tcherkesses de Turquie, en particulier les jeunes, ont commencé à étudier et à apprendre leur langue. Les Tcherkesses en Turquie sont pour la plupart des musulmans sunnites de Hanafi madh'hab, bien que d'autres pensées telles que Shafi'i madh'hab, la non-confessionnalité et le coranisme soient également présents chez les Tcherkesses. La plus grande association de Tcherkesses en Turquie, KAFFED, est fondatrice de l'International Circassian Association (ICA).

### Tatars de Crimée
Avant le XXe siècle, Il y a eu trois vagues d'immigration de Tatars de Crimée, la première après l'annexion de la Crimée par la Russie en 1783, la seconde, après la guerre de Crimée de 1853-1856 et la troisième après la guerre russo-turque de 1877-1878. Le nombre officiel[réf. nécessaire] des Tatars de Crimée est de 150 000, Ils vivent principalement dans la province d'Eskişehir et à Kazan-Ankara. Mais la population réelle dans l'ensemble de la Turquie peut être de quelques millions.

### Peuples du Daghestan
Plusieurs groupes ethniques du Daghestan sont dispersés dans différentes régions du pays et certaines vivent dans des villages dans les provinces comme Balıkesir, Tokat. Une majorité d'entre eux sont des Nogais. Les Lezgins et les Avars sont d'autres groupes ethniques importants. Les Kumyks sont également présents[réf. nécessaire].

### Néerlandais
Environ 15 000 Néerlandais vivent en Turquie.

### Philippins
En 2008, 5 500 Philippins vivaient en Turquie, selon les estimations de la Commission sur les Philippins à l'étranger et de l'ambassade des Philippines à Ankara. Parmi eux, la plupart sont inscrits comme domestiques et « travailleurs à l'étranger » employés dans les ménages des communautés diplomatiques et des familles turques d'élite. De plus, 10%, soit environ 500 Philippins en Turquie sont des travailleurs qualifiés et des professionnels travaillant en tant qu'ingénieurs, architectes, médecins et enseignants. La plupart des Philippins résident à Istanbul, Ankara, Izmir, Antalya et dans les environs.

### Géorgiens
Il y a environ 1 million de personnes d'ascendance géorgienne en Turquie selon le journal Milliyet. Les Géorgiens de Turquie sont pour la plupart des musulmans sunnites de Hanafi madh'hab. Les Géorgiens immigrés sont appelés « Chveneburi », mais les Géorgiens musulmans autochtones utilisent également ce terme. Les Géorgiens musulmans forment la majorité dans certaines parties de la province d'Artvin à l'est de la rivière Çoruh. Le plus petit groupe géorgien est constitué de catholiques vivant à Istanbul.

### Allemands
Plus de 50 000 Allemands vivent en Turquie. Ce sont principalement des Allemands mariés à des conjoints turcs, des employés, des retraités et des touristes de longue durée qui achètent des propriétés sur la côte turque, passant souvent la majeure partie de l'année dans le pays. En outre, de nombreux Allemands turcs sont également revenus au pays et s'y sont installés.

### Grecs
Les Grecs constituent une population de chrétiens orthodoxes orientaux grecs, de langue grecque qui vivent pour la plupart à Istanbul. Particulièrement dans le quartier des Îles des Princes, ainsi que sur les deux îles de l'entrée ouest des Dardanelles : Imbros et Tenedos (turc : Gökçeada et Bozcaada). Au cours des mille dernières années, certains chrétiens byzantins de langue grecque ont été assimilés aux Grecs.
Ce sont les descendants des 200 000 Grecs estimés qui ont été autorisés en vertu des dispositions du Traité de Lausanne à rester en Turquie à la suite de l'échange de population de 1923. Ce traité prévoyait la réinstallation forcée d'environ 1,5 million de Grecs d'Anatolie et de Thrace orientale et de un demi-million de Turcs de toute la Grèce à l'exception de la Thrace occidentale. Après des années de persécution (par exemple le Varlık Vergisi et le pogrom d'Istanbul), l'émigration des Grecs de souche de la région d'Istanbul s'est fortement accélérée, réduisant la minorité grecque, forte de 119 822 personnes avant l'attaque, à environ 7 000 personnes en 1978. Les chiffres de 2008 publiés par le ministère turc des Affaires étrangères placent le nombre actuel de citoyens turcs d'origine grecque entre 3 000 et 4 000 mais selon Milliyet, il y a 15 000 Grecs en Turquie, et pour Human Rights Watch la population grecque en Turquie était estimée à 2 500 en 2006. Selon cette même source, la population grecque en Turquie a fortement diminué car la communauté était alors bien trop petite pour se maintenir démographiquement, en raison de l'émigration, des taux de mortalité beaucoup plus élevés que les taux de natalité et de la discrimination continue. Ces dernières années cependant, et plus particulièrement depuis la crise économique en Grèce, la tendance s'est inversée. De quelques centaines à plus d'un millier de Grecs migrent désormais chaque année vers la Turquie à des fins d'emploi ou d'éducation,. Les Grecs chrétiens ont été contraints d'émigrer conformément à l'accord de l'échange de population de 1923. Les Grecs musulmans vivent en Turquie aujourd'hui. Ils vivent dans les villes de Trabzon et Rize. Les Grecs pontiques ont des ancêtres grecs et parlent le dialecte grec pontique, une forme distincte de la langue grecque standard qui, en raison de l'éloignement du Pont Euxin, a subi une évolution linguistique distincte de celle du reste du monde grec. Les Grecs pontiques avaient une présence continue dans la région du Pont (nord-est de la Turquie moderne), la Géorgie et l'Anatolie orientale depuis au moins le VIIe siècle av. J.-C. jusqu'en 1922.
Depuis 1924, le statut de la minorité grecque en Turquie est ambigu. À partir des années 1930, le gouvernement a institué des politiques répressives forçant de nombreux Grecs à émigrer. Par exemple il y a eu des bataillons de travailleurs recrutés parmi les non-musulmans pendant la Seconde Guerre mondiale. Il y a eu également l'impôt sur la fortune prélevé principalement sur les non-musulmans au cours de la même période, ce qui a entraîné la ruine financière et la mort de nombreux Grecs. L'exode a pris un nouvel élan avec le pogrom d'Istanbul en septembre 1955 qui a conduit des milliers de Grecs à fuir la ville, réduisant finalement la population grecque chrétienne à environ 7 000 en 1978 à environ 2 500 en 2006 avant de recommencer à augmenter après 2008.

### Iraniens
Dans une publication de 2010, Shireen Hunter a noté qu'il y avait quelque 500 000 Iraniens en Turquie.

### Juifs
Il y a eu des communautés juives en Asie Mineure depuis au moins le Ve siècle av. J.-C. et de nombreux Juifs espagnols et portugais expulsés d'Espagne sont venus dans l'Empire ottoman (y compris des régions faisant partie de la Turquie moderne) à la fin du XVe siècle apr. J.-C. Malgré l'émigration au cours du XXe siècle, la Turquie moderne continue d'avoir une petite population juive d'environ 20 000 habitants.

### Karatchaïs
Les Karatchaïs vivent dans des villages concentrés à Konya et Eskişehir.

### Kurdes

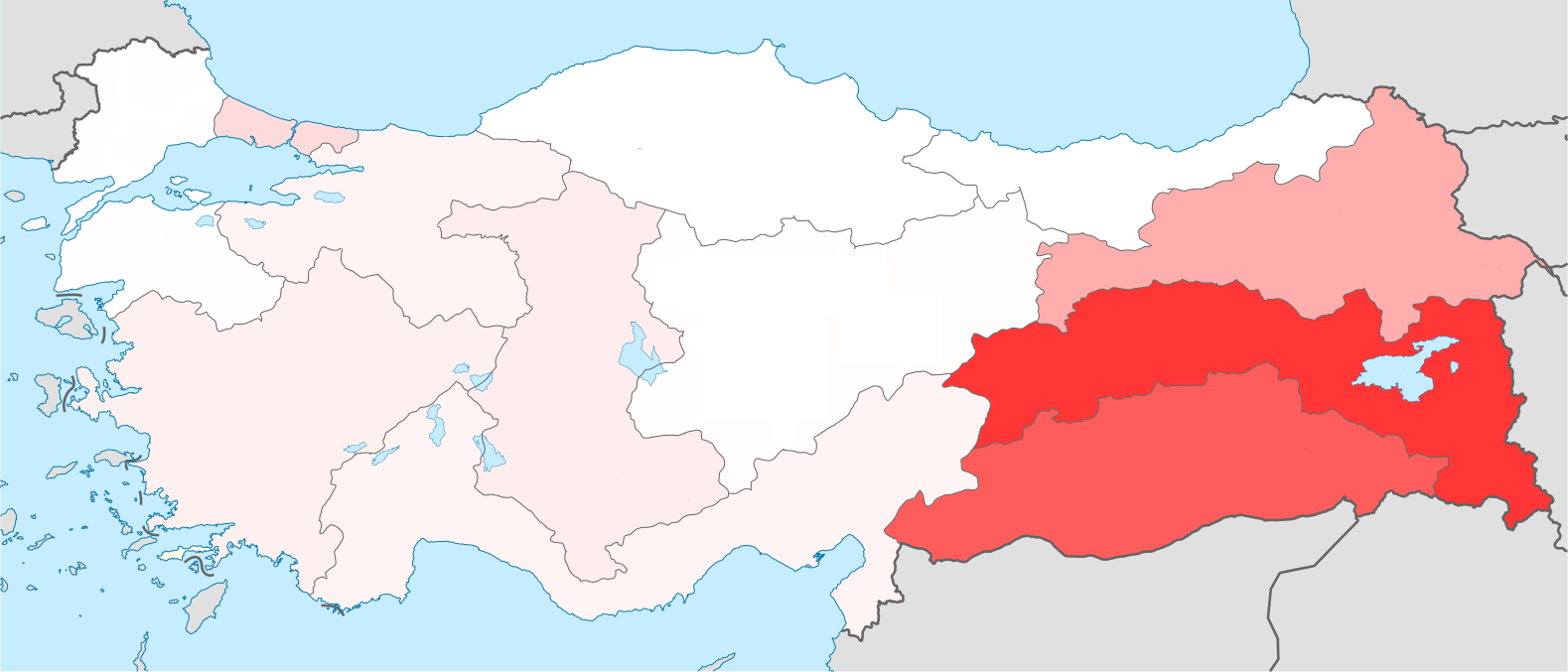
Pourcentage de la population kurde en Turquie par région

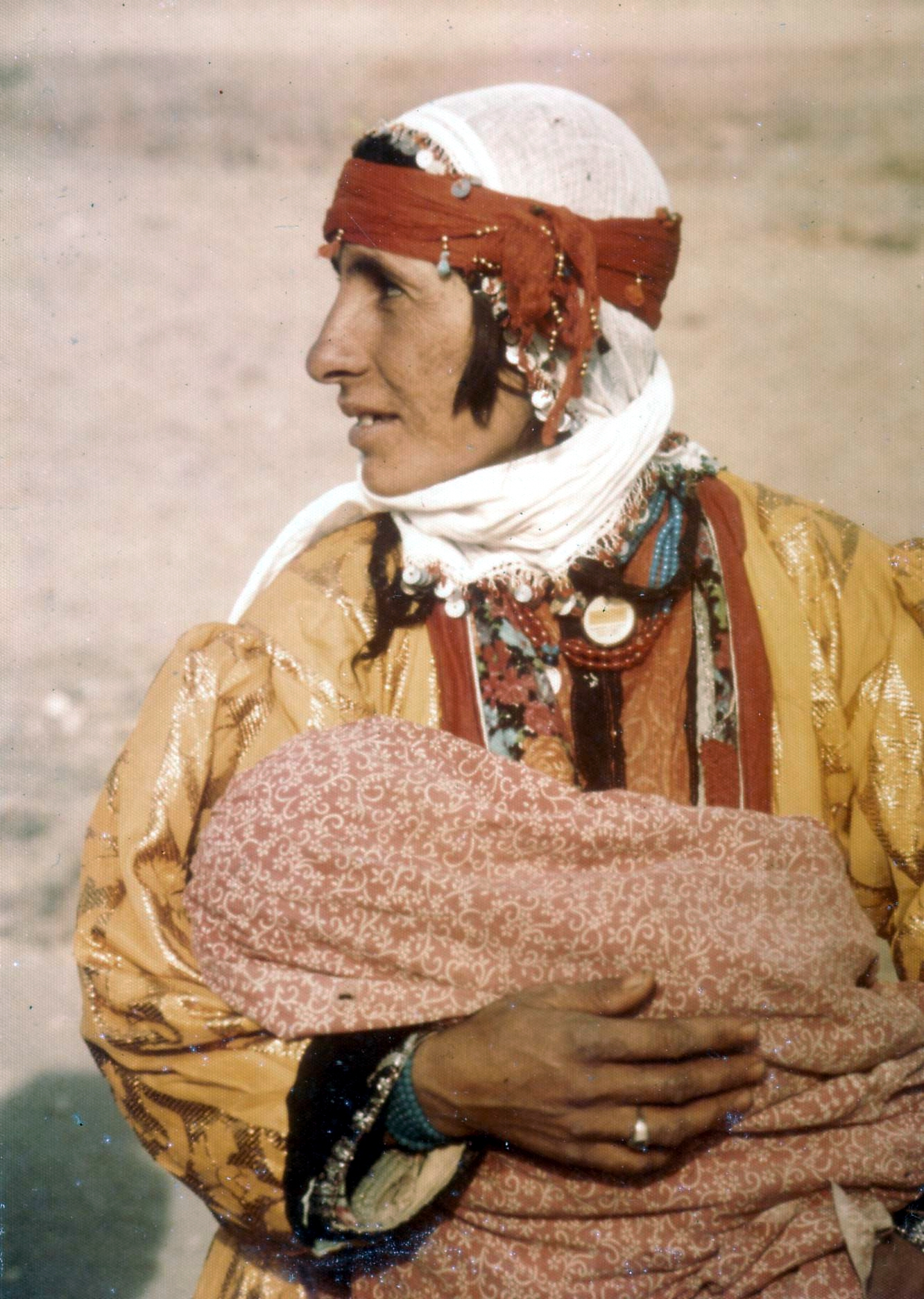
Mère et enfant kurdes, Van, Turquie. 1973

Les Kurdes ethniques sont la plus grande minorité en Turquie, Ils composent environ 20% de la population selon Milliyet, selon le CIA World Factbook, environ 14 millions de personnes et pour le kurdologue David McDowall jusqu'à 23%,. Contrairement aux Turcs, les Kurdes parlent une langue iranienne. Il y a des Kurdes qui vivent dans toute la Turquie, mais la plupart vivent à l'est et au sud-est du pays, d'où ils sont originaires.
La politique du gouvernement turc dans les années 1930, visait à assimiler et à turquifier de force les Kurdes locaux. Et depuis 1984, les mouvements de résistance kurde comprennent à la fois des activités politiques pacifiques pour les droits civils fondamentaux des Kurdes en Turquie et une rébellion armée violente pour un État kurde séparé.

### Laz
La plupart des Laz vivent aujourd'hui en Turquie, mais le groupe minoritaire Laz n'a pas de statut officiel en Turquie. Leur nombre est aujourd'hui estimé à 2 250 000. Ce sont des musulmans sunnites dont une minorité est bilingue, turque et langue maternelle laz, elle appartient au groupe kartvélien. Le nombre de locuteurs Laz diminue et se limite désormais principalement aux régions de Rize et d'Artvin. Le terme historique Lazistan - qui faisait autrefois référence à une étroite bande de terre le long de la mer Noire habitée par les Laz ainsi que par plusieurs autres groupes ethniques - a été interdit pour des raisons officielles et remplacé par Doğu Karadeniz (qui comprend également Trabzon). Pendant la guerre russo-turque de 1877-1878, la population musulmane de Russie près des zones de guerre a été soumise à un nettoyage ethnique ; de nombreux Lazes vivant à Batoumi ont fui vers l'Empire ottoman, s'installant le long de la côte sud de la mer Noire à l'est de Samsun.

### Levantins
Les Levantins vivent à Istanbul (principalement dans les quartiers de Galata, Beyoğlu et Nişantaşı), Izmir (principalement dans les quartiers de Karşıyaka, Bornova et Buca) et dans la petite ville portuaire de Mersin où ils ont eu une influence pour créer et faire revivre une tradition de l'opéra. Les personnes célèbres de la communauté levantine actuelle en Turquie comprennent Maria Rita Epik, la franco-levantine Caroline Giraud Koç et l'italo-levantin Giovanni Scognamillo.

### Turcs meskhètes
Il existe une communauté de Turcs meskhètes (Turcs Ahiska) en Turquie.

### Tchétchènes et Ingouches
Les Tchétchènes en Turquie sont turcs, ils sont soit citoyens d'origine de Tchétchénie ou des réfugiés tchétchènes vivant en Turquie. Les Tchétchènes et les Ingouches vivent dans les provinces d'Istanbul, Kahramanmaraş, Mardin, Sivas et Muş[réf. nécessaire].

### Ossètes
Les Ossètes ont émigré d'Ossétie du Nord depuis la seconde moitié du XIXe siècle, à la fin de la guerre du Caucase. Aujourd'hui, la majorité d'entre eux vivent à Ankara et à Istanbul. Il y a 24 villages ossètes en Anatolie centrale et orientale. Les Ossètes de Turquie sont divisés en trois grands groupes, en fonction de leur histoire d'immigration et des événements qui s'ensuivent : ceux vivant à Kars (Sarıkamış) et Erzurum, ceux de Sivas, Tokat et Yozgat et ceux de Muş et Bitlis.

### Polonais
Il n'y a que 4 000 Polonais ethniques en Turquie qui ont été assimilés[réf. nécessaire] dans la principale culture turque. L'immigration a commencé pendant les Partages de la Pologne. Józef Bem fut l'un des premiers immigrants et le prince Adam Jerzy Czartoryski fonda Polonezköy en 1842. La plupart des Polonais de Turquie vivent à Polonezköy, à Istanbul.

### Roms
Les Roms-Xoraxanes en Turquie sont environ 700 000 selon Milliyet. Sulukule est la plus ancienne colonie rom d'Europe. Selon différentes estimations turques et non turques, le nombre de Roms s'élève à 4 ou 5 millions,, alors que selon une source turque, ils ne représentent que 0,05 % de la population turque (ou à peu près des personnes). Les descendants des Roms ottomans d'aujourd'hui sont connus sous le nom de Roms Xoraxane et sont de confession islamique.

### Russes
Les Russes en Turquie sont environ 50 000. Les Russes ont commencé à migrer vers la Turquie au cours de la première moitié des années 1990. La plupart fuyaient les problèmes économiques qui prévalaient après la dissolution de l'Union soviétique. Au cours de cette période, de nombreux immigrants russes se sont mariés et se sont assimilés avec des habitants turcs, ce qui a donné lieu à une augmentation rapide des mariages mixtes. Il existe une Association russe pour l'éducation, la culture et la coopération qui vise à étendre la langue et la culture russes en Turquie ainsi qu'à promouvoir les intérêts de la communauté.

### Serbes
Lors du recensement de 1965, 6 599 citoyens turcs parlaient le serbe comme première langue et 58 802 autres parlaient le serbe comme deuxième langue.

### Zazas
Les Zazas sont un peuple de l'est de la Turquie qui parle nativement la langue Zaza. Leur cœur, la région du Dersim, se compose des provinces de Tunceli, de Bingöl et de parties des provinces d'Elazığ, d'Erzincan et de Diyarbakır,. Leur langue Zazaki est une langue parlée dans l'est de l'Anatolie entre les fleuves Euphrate et Tigre. Il appartient au groupe nord-ouest iranien de la branche linguistique iranienne de la famille des langues indo-européennes. La langue zaza est liée au kurde, au persan et au balōchi. Une indication exacte du nombre de locuteurs Zaza est inconnue. Des sources internes de Zaza estiment le nombre total de locuteurs de Zaza à 3 à 6 millions,.

## Minorités religieuses

### Athées
En Turquie, l'athéisme est le groupe le plus important après l'islam. Le pourcentage d'athées selon les sondages est apparemment passé d'environ 2% en 2012 à environ 3% dans l'enquête KONDA 2018.

### Baha'i

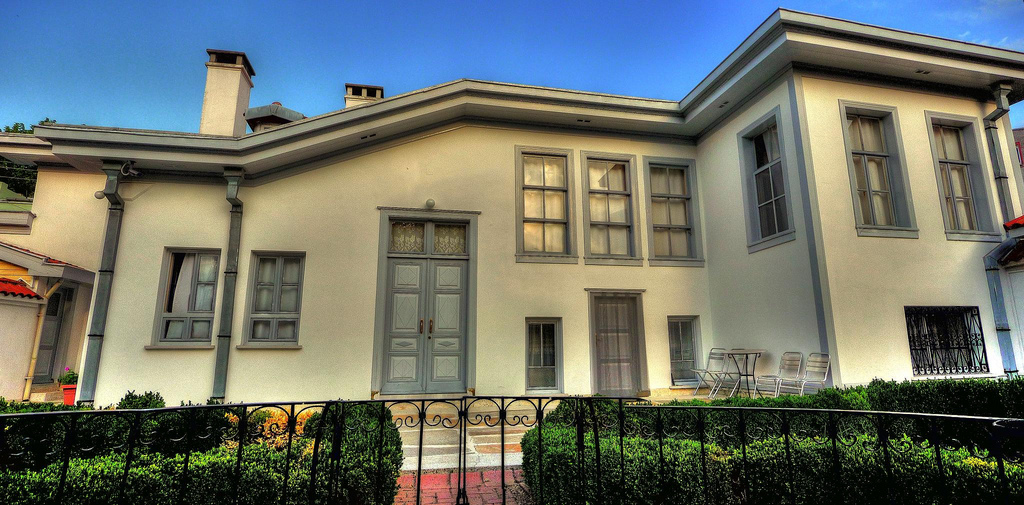
La maison à Edirne où le fondateur de la foi baha'ie, Baha'u'llah a séjourné.

Les villes turques d'Edirne et d'Istanbul sont dans les lieux saints de cette religion. Estimation de la population baha'ie en Turquie à 10 000 (2008).

### Chrétiens

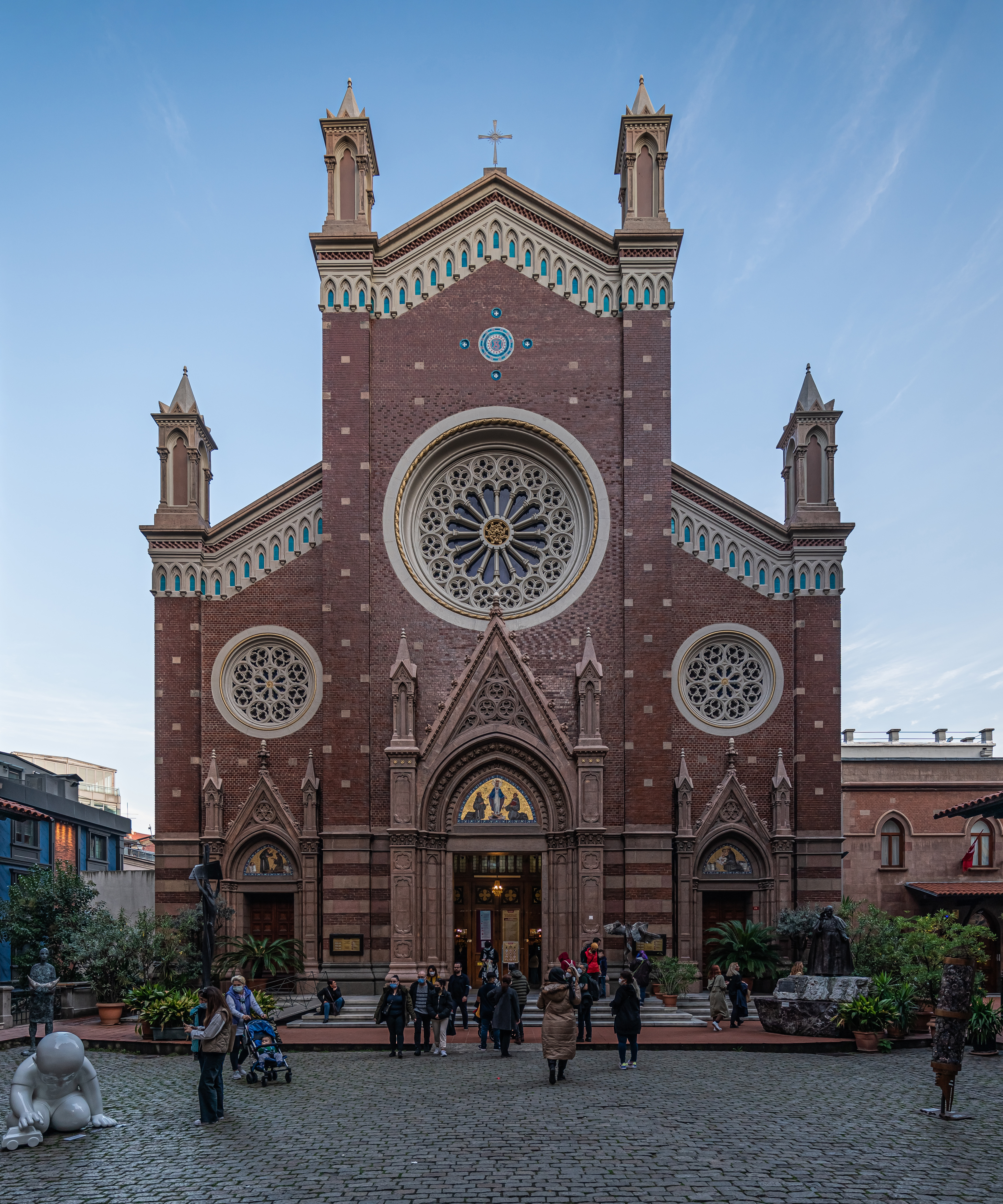
Église de Saint Antoine de Padoue à Istanbul.

Le christianisme a une longue histoire en Anatolie qui, aujourd'hui partie du territoire de la République de Turquie, a été le berceau de nombreux apôtres et saints chrétiens, tels que l'apôtre Paul de Tarse, Timothée, Saint-Nicolas de Myre, Saint-Polycarpe de Smyrne et plein d'autres. Deux des cinq centres (Patriarcats) de l'ancienne Pentarchie étaient situés dans l'actuelle Turquie : Constantinople (Istanbul) et Antioche (Antakya). Les sept premiers conciles œcuméniques reconnus par les Églises occidentale et orientale se sont tenus dans l'actuelle Turquie. Parmi ceux-ci, le symbole de Nicée, déclaré avec le premier concile de Nicée (Iznik) en 325, est de la plus haute importance et a fourni les définitions essentielles du christianisme actuel.
Aujourd'hui, la population chrétienne de la Turquie est estimée à plus de 150 000, dont environ 70 000 orthodoxes arméniens, 35 000 catholiques romains, 17 000 syriaques orthodoxes, 8 000 catholiques chaldéens, 3 000 à 4 000 grecs orthodoxes, 10 000 à 18 000 grecs antiochiens et un plus petit nombre de Bulgares, de Géorgiens et de protestants ethniques turcs.

#### Chrétiens orthodoxes

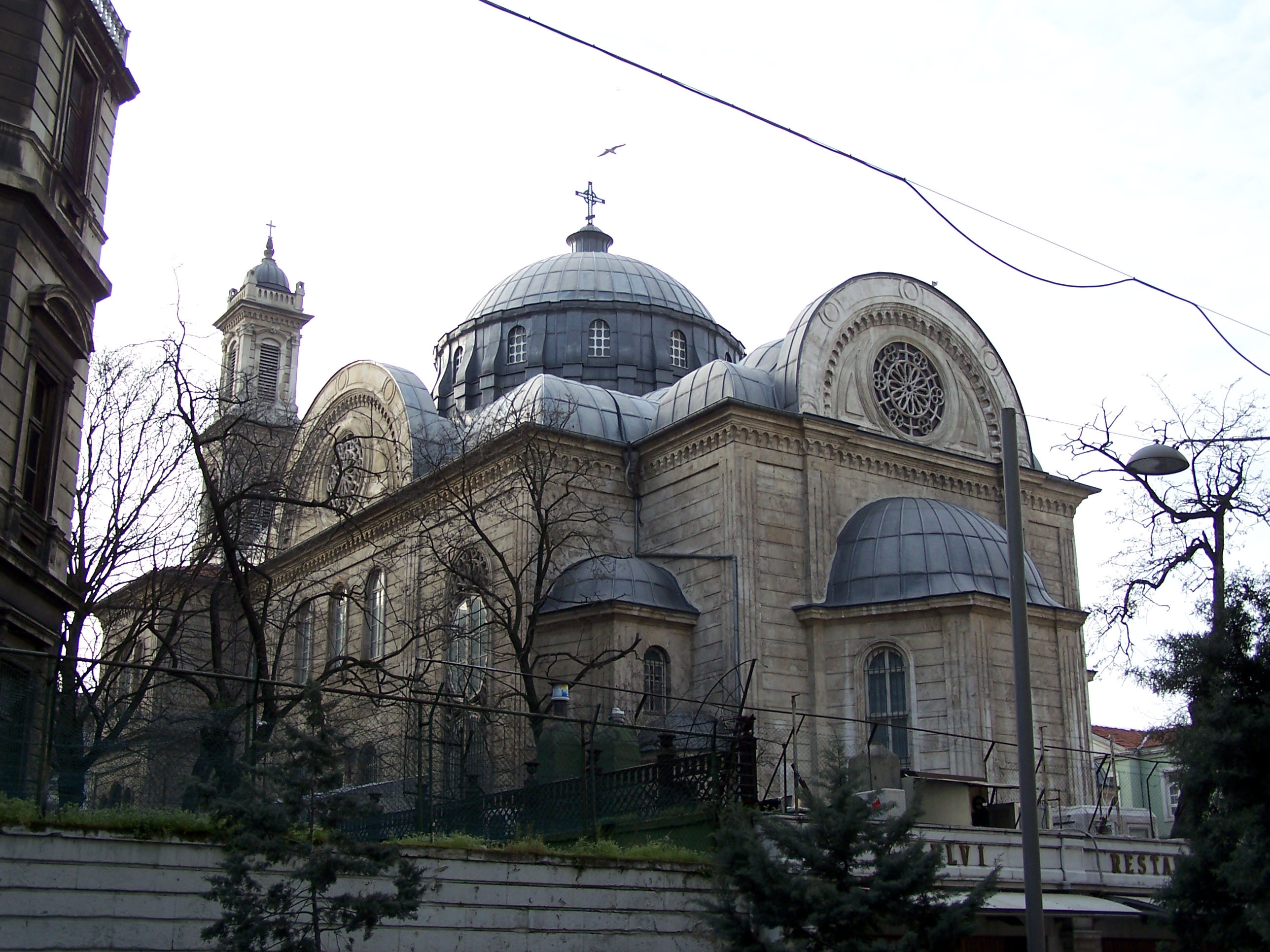
Église orthodoxe grecque Aya Triada à Beyoğlu, Istanbul

Le christianisme orthodoxe forme une infime minorité en Turquie, comprenant moins d'un centième de la population totale. Les provinces d'Istanbul et de Hatay, qui comprend Antakya (Antioche), sont les principaux centres du christianisme turc, avec des populations chrétiennes relativement denses, bien qu'elles soient de très petites minorités. La principale variante du christianisme présente en Turquie est la branche orthodoxe orientale, concentrée principalement dans l'Église orthodoxe grecque.

#### Catholiques romains

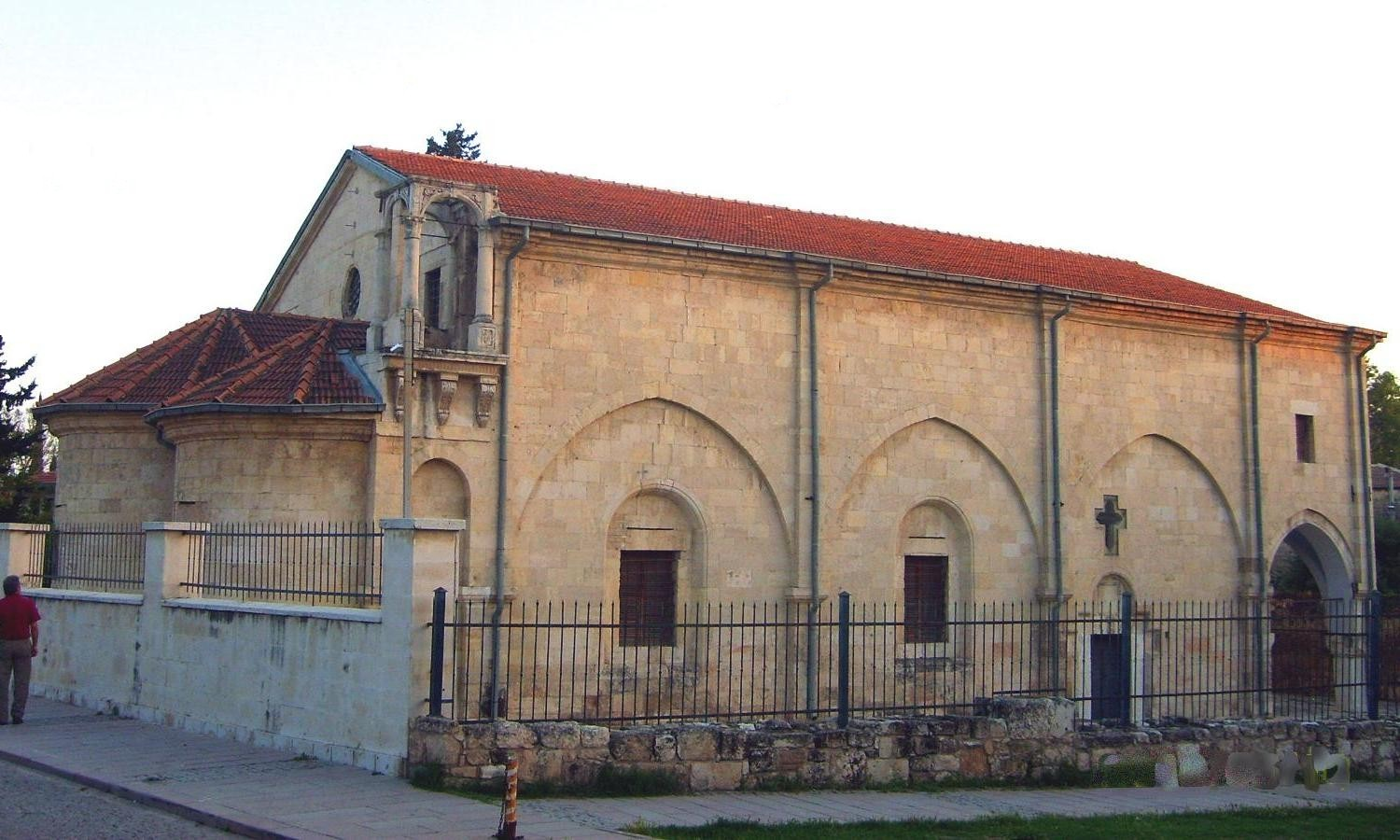
L'église Saint-Paul de Tharsus

Il y a environ 35 000 catholiques, constituant 0,05 % de la population. Les fidèles suivent le rite latin, byzantin, arménien et chaldéen. La plupart des catholiques de rite latin sont des Levantins d'origine principalement italienne ou française, bien que quelques-uns soient des Turcs ethniques (qui sont généralement convertis par mariage avec des Levantins ou d'autres catholiques non turcs). Les catholiques de rite byzantin, arménien et chaldéen sont généralement membres des groupes minoritaires grec, arménien et assyrien respectivement. Les catholiques de Turquie sont concentrés à Istanbul[réf. nécessaire].
En février 2006, le prêtre catholique Andrea Santoro, un missionnaire italien travaillant en Turquie depuis dix ans, a été abattu de deux balles dans son église près de la mer Noire. Il avait écrit une lettre au Pape lui demandant de se rendre en Turquie. Le pape Benoît XVI s'est rendu en Turquie en novembre 2006. Les relations étaient difficiles depuis que le pape Benoît XVI s'était déclaré opposé à l'adhésion de la Turquie à l'Union européenne. Des représentants de la Conférence épiscopale de Turquie ont rencontré le Premier ministre turc en 2004 pour discuter des restrictions et des difficultés telles que les questions de propriété. Plus récemment, Luigi Padovese, vicaire apostolique d'Anatolie, a été tué le 3 juin 2010.

#### Protestants
Les protestants représentent moins d'un centième de la population de la Turquie. Même ainsi, il existe une Alliance des Églises protestantes en Turquie,. La constitution de la Turquie reconnaît la liberté de religion pour les individus. Les protestants arméniens possèdent trois églises d'Istanbul du XIXe siècle. Le 4 novembre 2006, un lieu de culte protestant a été attaqué avec six cocktails Molotov. Les médias turcs ont vivement critiqué l'activité des missionnaires chrétiens.
Il existe une communauté chrétienne protestante turque ethnique dont la plupart sont issus de milieux turcs musulmans récents, plutôt que de minorités ethniques,,,.

### Juifs
Il y a eu des communautés juives en Asie Mineure depuis au moins le Ve siècle av. J.-C. et de nombreux Juifs espagnols et portugais expulsés d'Espagne ont été accueillis dans l'Empire ottoman (y compris dans les régions faisant partie de la Turquie moderne) à la fin du XVe siècle. Malgré l'émigration au cours du XXe siècle, la Turquie d'aujourd'hui continue d'avoir une petite population juive. Il y a une petite population juive karaïte d'environ 100 personnes. Les juifs karaïtes ne sont pas considérés comme juifs par les Hakhambashi turcs.

### Musulmans

#### Alaouites
Le nombre exact d'Alaouites en Turquie est inconnu, mais il y en avait 185 000 en 1970. En tant que musulmans, ils ne sont pas enregistrés séparément des sunnites dans l'enregistrement des pièces d'identité. Lors du recensement de 1965 (le dernier recensement turc où l'on a demandé aux informateurs leur langue maternelle), 180 000 personnes dans les trois provinces ont déclaré que leur langue maternelle était l'arabe. Cependant, les sunnites et les chrétiens arabophones sont également inclus dans ce chiffre.
Les Alaouites parlent traditionnellement le même dialecte de l'arabe levantin avec les Alaouites syriens. L'arabe est mieux conservé dans les communautés rurales et à Samandağ. Les jeunes des villes de Çukurova et (dans une moindre mesure) d'İskenderun ont tendance à parler turc. Le turc parlé par les Alaouites se distingue aussi bien par les Alaouites que par les non-Alaouites par ses accents et son vocabulaire particuliers. La connaissance de l'alphabet arabe est réservée aux chefs religieux et aux hommes qui ont travaillé ou étudié dans les pays arabes.

#### Alévis

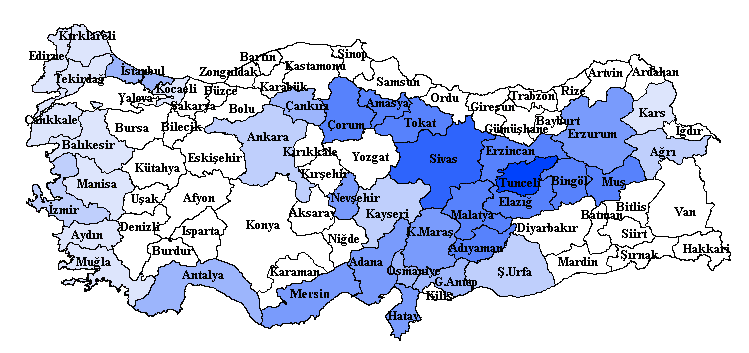
Proportion d'Alévis en Turquie.

Les alévis sont la plus grande minorité religieuse de Turquie. Près de 15% à 25% de toute la population turque appartient à ce groupe. Ils sont majoritairement turcs mais il existe d'importantes populations kurdes et zaza qui sont alévis.

#### Jafarisme
La population de Ja'faris chiites de Turquie est de près de 3 millions et la plupart d'entre eux sont des Azéris. Un demi-million de Ja'faris vivent à Istanbul.

### Yézidis
Les yézidis en Turquie se trouvent dans la région de la patrie yézidie, avec la Syrie et l'Irak. La population yézidie en Turquie était estimée à environ 22 000 en 1984. Les chiffres antérieurs sont difficiles à obtenir et à vérifier, mais certains estiment qu'il y avait environ 100 000 Yézidis en Turquie au début du XXe siècle.
La plupart des yézidis ont quitté le pays et se sont rendus à l'étranger dans les années 1980 et 1990, principalement en Allemagne et dans d'autres pays européens où ils ont obtenu l'asile en raison de la persécution en tant que minorité ethnique et religieuse en Turquie. La zone où ils résidaient était dans le sud-est de la Turquie, une zone qui a connu de violents conflits du PKK. Aujourd'hui, quelques centaines de Yézidis seraient restés en Turquie.

## Voir également
- Démographie de la Turquie (dont estimation - par nationalité - de la population immigrée actuelle en Turquie)
- Langues de Turquie
- Droits de l'homme en Turquie
- Kurdistan turc
- Arménie occidentale
- Minorités turques dans l'ancien Empire ottoman
- Esclaves noirs dans l'Empire ottoman
- Turcs dans l'ex-Union soviétique
- Irakiens en Turquie
- Russes en Turquie
- Yörüks